# Aedes maffii
Aedes maffii är en tvåvingeart som beskrevs av Taylor och Joaquin A. Tenorio 1974. Aedes maffii ingår i släktet Aedes och familjen stickmyggor. Inga underarter finns listade i Catalogue of Life.